# Alexa (Vorname)
Alexa ist eine Kurzform des weiblichen Vornamens Alexandra. Im Jahr 2009 war der Name auf Rang 152 der beliebtesten Vornamen für Mädchen in Deutschland. In den Jahren 2000–2005 lag er insgesamt auf Rang 184.

## Namensträgerinnen
- Alexa Chung (* 1983), britische Moderatorin, Mannequin und It-Girl
- Alexa Davalos (* 1982), französische Schauspielerin und ehemaliges Model
- Alexa Duden (* 1942), Zwillingsschwester von Barbara Duden (Historikerin) und Urenkelin von Konrad Duden
- Alexa Feser (* 1979), deutsche Sängerin und Songwriterin
- Anouschka-Alexa Fiedler (* 1968), deutsche Fallschirmspringerin
- Antonia-Alexa Georgiew (* 1985), deutsche Musikerin, Geigenspielerin
- Alexa Hennig von Lange (* 1973), deutsche Moderatorin, Schriftstellerin und Model
- Alexa Kenin (1962–1985), US-amerikanische Schauspielerin
- Alexa Nikolas (* 1992), US-amerikanische Schauspielerin
- Alexa von Porembsky (1906–1981), deutsche Schauspielerin
- Alexa Putnam (* 1988), US-amerikanische Skeletonpilotin
- Alexa Rae (* 1979), US-amerikanische Pornodarstellerin
- Alexa Maria Surholt (* 1968), deutsche Schauspielerin
- Alexa Swinton (* 2009), US-amerikanische Schauspielerin
- Alexa Vega (* 1988), US-amerikanische Schauspielerin
- Alexa Wiegandt (* 1962), deutsche Schauspielerin
- Kate Alexa (* 1988), australische Sängerin

## Sprachassistent Amazon
Der Sprachassistent Amazon Echo wird als 'Alexa' bezeichnet. 

## Namensänderung
Am 21. Juni 2022 entschied das Verwaltungsgericht Göttingen, dass eine Namensänderung möglich ist, wenn er mit dem Namen eines bekannten Sprachassistenten identisch ist. Das ist bei Alexa der Fall.

## Belege
1. ↑  https://www.beliebte-vornamen.de/jahrgang/j2009/top500-2009
2. ↑  https://www.beliebte-vornamen.de/3780-2000er-jahre.htm
3. ↑  Der auf einen bekannten Sprachassistenten lautende Vorname eines Mädchens darf geändert werden. Abgerufen am 22. Juli 2022.
4. ↑  Niemand muss Alexa oder Siri heißen. In: spiegel.de. 21. Juli 2022, abgerufen am 23. Juli 2022.